# Pekuliarhastighed
Pekuliarhastighed (lat. peculiaris privat, ejendommelig, særegen + hastighed) betegner i astronomien en stjernes hastighed i forhold til gennemsnitshastigheden af et udvalgt set af stjerner i nærheden af hinanden.